# Bảo tàng Dệt ở Kamienna Góra
Bảo tàng Dệt ở Kamienna Góra (tiếng Ba Lan: Muzeum Tkactwa w Kamiennej Górze) là một bảo tàng tọa lạc tại số 11 Quảng trường Tự do, Kamienna Góra, Ba Lan.

## Lược sử hình thành
Bảo tàng đầu tiên ở Kamienna Góra mở cửa cho cư dân của thị trấn được xây dựng vào thế kỷ 18. Trụ sở của viện bảo tàng này nằm bên cạnh Nhà thờ Tin lành. Năm 1932, Hội Bảo tàng Khu vực địa phương lập ra Ủy ban thành lập Bảo tàng địa phương (tiếng Đức: Heimatmuseum). Thành quả của những nỗ lực của ủy ban này là sự thành lập của Bảo tàng vào tháng 6 năm 1939. Các bộ sưu tập của Bảo tàng được trưng bày trong một căn phòng trong tòa nhà nơi trước đây từng là một bưu điện.
Sau Chiến tranh thế giới thứ hai, Bảo tàng hoạt động trở lại vào năm 1947 tại trụ sở ở số 11 Quảng trường Tự do với tên gọi mới là Bảo tàng Khu vực. Các bộ sưu tập của Bảo tàng chiếm hai tầng của tòa nhà. Sau đó, vào các năm 1969 và 2011, Bảo tàng lần lượt được đổi tên thành Bảo tàng Dệt Dolnośląskie và Bảo tàng Dệt ở Kamienna Góra.
Năm 2008, tòa nhà trụ sở của Bảo tàng được cải tạo, và Bảo tàng mở cửa đón công chúng trở lại vào tháng 9 năm 2008.

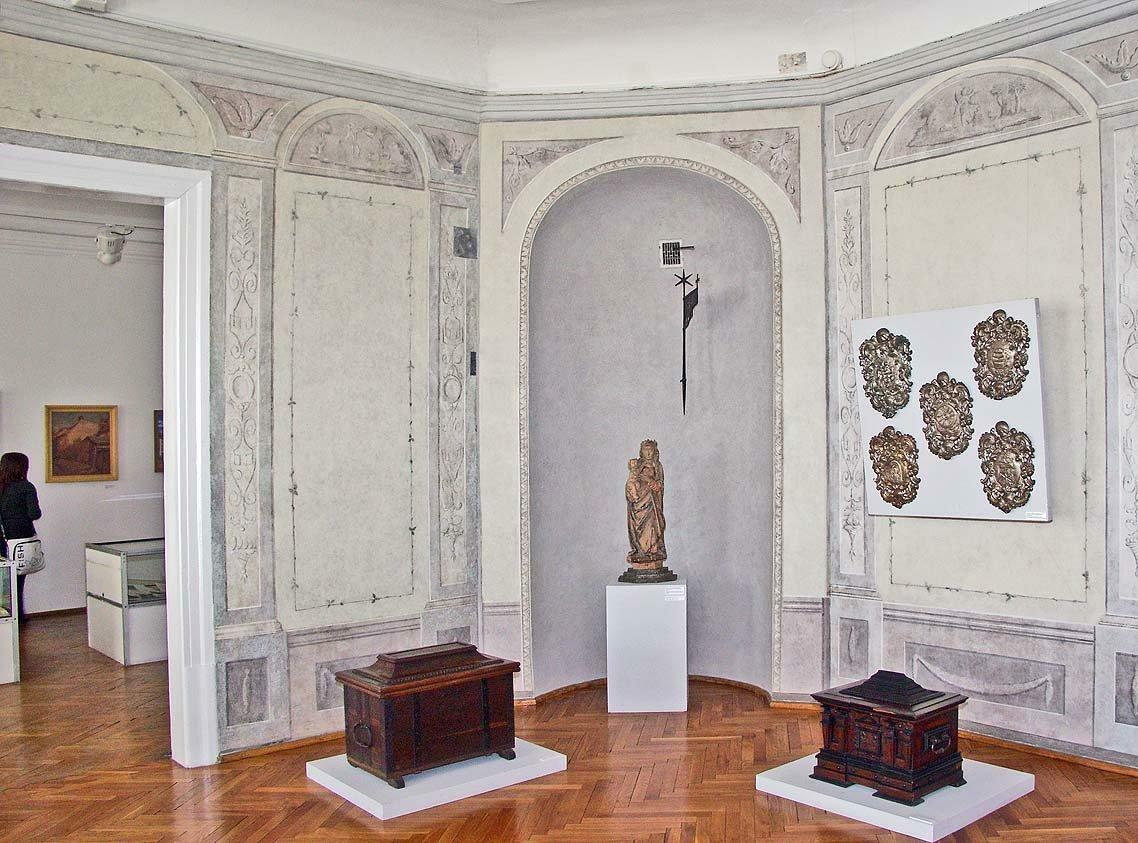
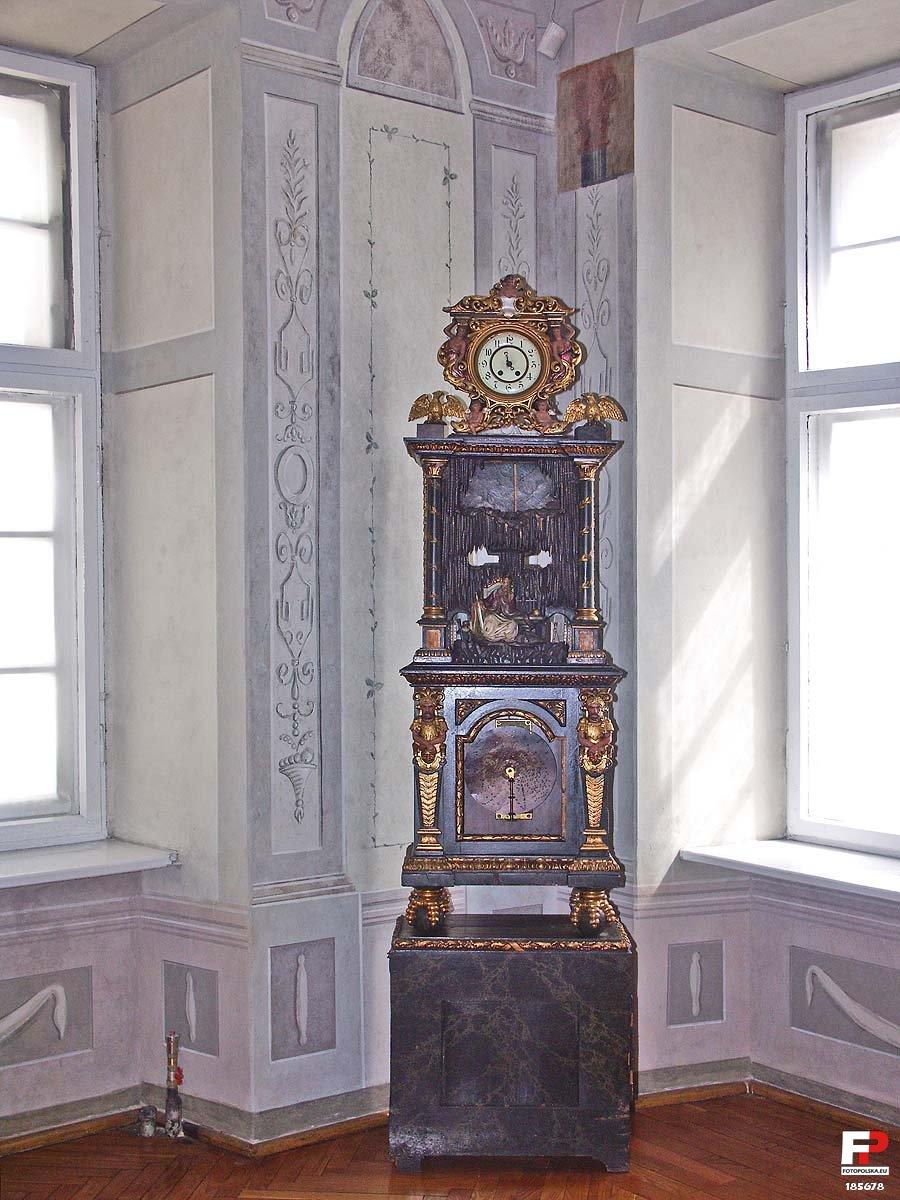
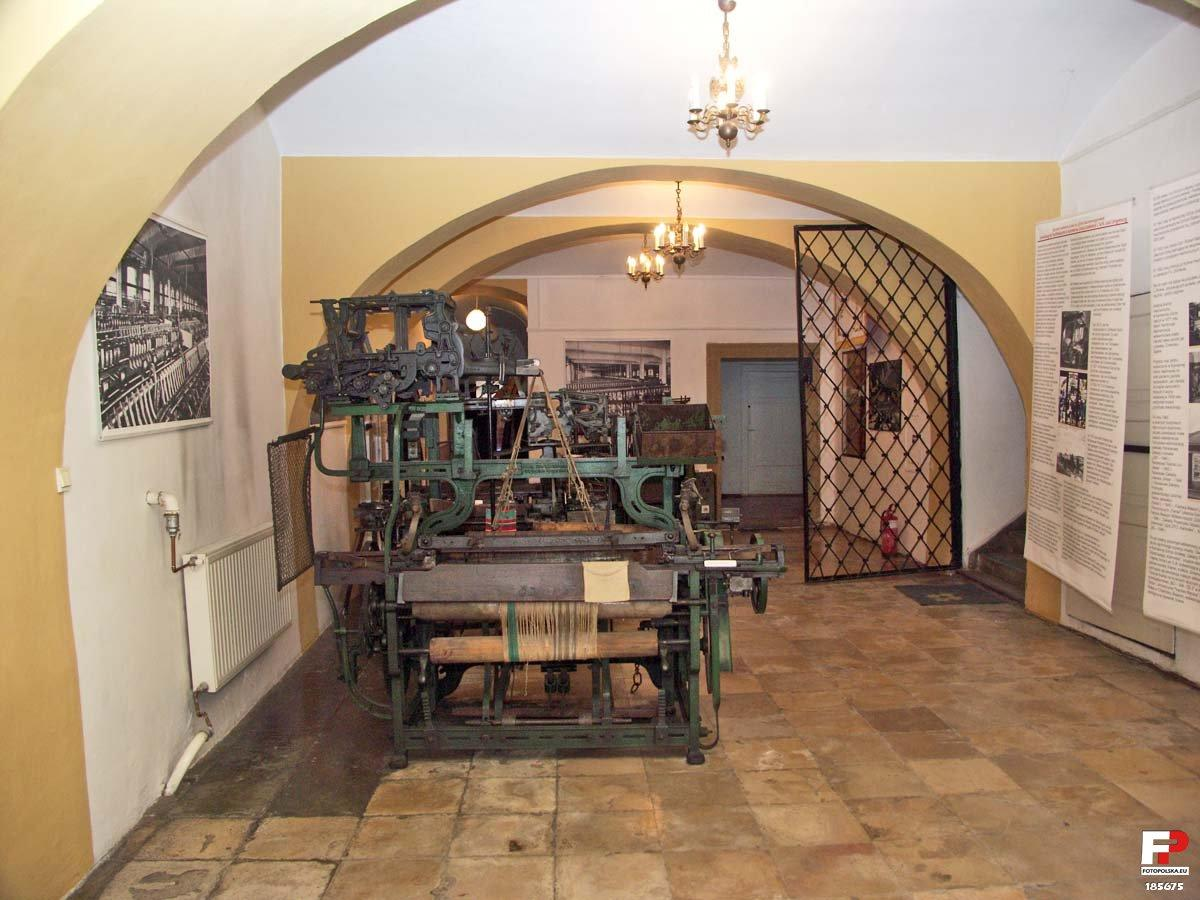

## Giờ mở cửa
Bảo tàng Dệt ở Kamienna Góra hoạt động quanh năm. Khách tham quan phải trả phí vào cửa.